# Heikedine Körting
Heikedine Körting (* 18. Juni 1945 in Thalbürgel; eigentlich Heikedine Petra Körting-Beurmann) ist eine deutsche Hörspielproduzentin, Hörspielsprecherin und Rechtsanwältin.

## Leben
Körting wurde in Thalbürgel nahe Jena als Tochter des späteren Ingenieurs Peter Paul Körting (1909–1981) und seiner Ehefrau Dorothea, geb. Schuster, (1913–1987) geboren und wuchs in der Hansestadt Lübeck auf. Die Familie Körting hatte in Hannover ein Unternehmen zur Pumpenherstellung gegründet. Körtings Großvater Berthold Körting jr. (1883–1930) war Gartenarchitekt.
Ihre Kindheit verbrachte Heikedine Körting im heute denkmalgeschützten Tor der Hoffnung. Sie studierte Rechtswissenschaften in Genf und Hamburg. Neben ihrer Tätigkeit als Rechtsanwältin arbeitete sie als Modeschöpferin und als Kleindarstellerin in Kinoproduktionen wie Ohrfeigen von Rolf Thiele, Arabella oder Die Brücke von Remagen.
1963 lernte Körting Andreas E. Beurmann, kennen, den sie 1979 heiratete.
1966 gründete Beurmann zusammen mit dem amerikanischen Unternehmer David Leonard Miller das Hörspiellabel Europa. Es spezialisierte sich auf die Einspielung klassischer Musikkonzerte und die Produktion von Hörspielen für Kinder. 1971 schrieb Körting ihre ersten Skripte für Hörspiele: die Märchen Die Schneekönigin und Die kleine Seejungfrau nach Hans Christian Andersen. Beurmann übertrug ihr daraufhin Produktionsaufträge für die Umsetzung der Skripte. Ihre erste hauptverantwortliche Produktion war Das Gespensterschiff. 1973 erhielt Körting die alleinige Verantwortung für die Hörspielproduktionen von Europa, die sie bis heute innehat.
Körting hat über 3.000 Hörspiele produziert, darunter Klassiker wie Die drei ???, TKKG, Fünf Freunde und Die Gruselserie von H. G. Francis. Ihr wurden über 180 Goldene sowie mehrere Platin-Schallplatten verliehen. Sie war mit dem 2002 verstorbenen Märchenonkel Hans Paetsch befreundet. Unter dem Pseudonym Pamela Punti spricht Körting selbst kleinere Rollen in ihren eigenen Hörspielen. Heute liegt Körtings Schwerpunkt auf Serien wie Die drei ??? und TKKG, die sie mittlerweile zusammen mit André Minninger produziert. Eine Übersicht über diese Hörspiele ist der Auflistung der Europa-Titel zu entnehmen. Bis 1996 war sie Geschäftsführerin der FATA MORGANA Filmproduktion GmbH.
Das Ehepaar Körting-Beurmann pachtete 1977 das Herrenhaus und die Gebäude um den Ehrenhof des Gut Hasselburg. Sie gründeten den Kulturkreis Hasselburg, der klassische Konzerte im Herrenhaus veranstaltet und engagierten sich beim Schleswig-Holstein Musik Festival (SHMF). Das Gut wurde 2010 von der Stahlberg Stiftung, bei der Körting Mitglied des Vorstands ist, erworben und saniert. 2021 eröffnete Körting-Beurmann im Gut Hasselburg ein Hörspielmuseum.
Am 13. Juni 2024 heiratete Körting den Rechtsanwalt Richard Kochmann, der ihr 47 Jahre zuvor, noch vor der Ehe mit Beurmann, einen Heiratsantrag gemacht hatte, den sie im April 2024 annahm.
Heikedine Körting hatte zwei Brüder: Klaus, gen. „Teddy“ Körting (1934–2021) und Uwe Körting (1937–2012). Klaus Körtings Söhne Nicolas (* 1966) und Alexander (* 1967) sprachen in ihrer Kindheit in verschiedenen Europa-Produktionen mit, ebenso wie Uwe Körtings Tochter Ninja.

## Auszeichnungen
1984 erhielt Körting den ersten und einzigen Europa-Hörspiel-Regie-Preis für ihre außergewöhnlichen Verdienste um die Marke Europa. Den mit 10.000 Deutsche Mark dotierten Preis spendete sie an die Deutsche Kinderhilfe. Die Laudatoren waren die Schauspieler Horst Frank und Claus Wilcke. Der Preis wurde vom Label selbst ausgerichtet und vergeben, da es keine adäquate öffentliche Ehrung für große Erfolge im Hörspielsektor gegeben hat. Seit 1985 ist Körting im Guinness-Buch der Rekorde als Deutschlands erfolgreichste Märchentante eingetragen. Im Juli 1986 wurde zu Ehren Körtings eine spezielle Rose mit dem Namen Märchenkönigin (Kordes-Rosen) gezüchtet.
2011 wurden die Hauptverantwortlichen der Serie Die drei ??? anlässlich des 150. Jubiläumsfalls mit 100-fachem Gold ausgezeichnet, darunter etliche Platinauszeichnungen.
Am 13. September 2022 wurde Heikedine Körting das Verdienstkreuz am Bande des Verdienstordens der Bundesrepublik Deutschland verliehen. In der offiziellen Begründung werden neben ihrem Engagement rund um das Kultur Gut Hasselburg insbesondere auch die Verdienste Körtings als Hörspielproduzentin vom Bundespräsidenten Frank-Walter Steinmeier gewürdigt.

### Goldene Schallplatten (Auswahl)
- Die drei ???
  - 30 × Gold und 3 × Platin
  - Kids Award
    - 53 × Gold
    - 14 × Platin
- Fünf Freunde
  - 17 × Gold und 4 × Platin
- TKKG
  - 20 × Gold und 1 × Platin
- Hanni und Nanni
  - 12 × Gold
- Bob der Baumeister
  - 3 × Gold
- Masters of the Universe
  - 2 × Gold
- Hui Buh, das Schlossgespenst
  - 3 × Gold
  - 1 × Platin
- Die Hexe Schrumpeldei
  - 2 × Gold